# Sithon megistia
Sithon megistia är en fjärilsart som beskrevs av William Chapman Hewitson 1869. Sithon megistia ingår i släktet Sithon och familjen juvelvingar. Inga underarter finns listade i Catalogue of Life.